# SN 2002io
SN 2002io – supernowa typu Ia odkryta 30 października 2002 roku w galaktyce A233242+0005. W momencie odkrycia miała maksymalną jasność 21,40m.